# Yellow Hearts
Yellow Hearts is een nummer van de Amerikaanse zanger Ant Saunders uit 2019. Het is afkomstig van zijn ep Bubbles.
De titel "Yellow Hearts" slaat op de gele hartjes op Snapchat. Saunders zei zelf over het nummer: "Dit nummer is voornamelijk geïnspireerd door dit moment waarop ik met dit meisje sprak en ze aanvankelijk geïnteresseerd was, maar na een tijdje bleef ik me afvragen of ze dat nog steeds was of niet. En ik raakte er gestrest en ellendig van. Wanneer ik haar complimenteerde, stuurde ze me een heleboel gele hartjes".
Het nummer flopte in Amerika met een 81e positie in de Billboard Hot 100. In Nederland bereikte de plaat de 7e positie in de Tipparade, terwijl in Vlaanderen de 16e positie in de Tipparade werd gehaald.

## Tracklijst
- Muziekdownload

1. "Yellow Hearts" - 3:43